# هیسائو کامی
هیسائو کامی (به انگلیسی: Hisao Kami) بازیکن فوتبال اهل ژاپن و عضو تیم ملی فوتبال ژاپن است که در تاریخ ۱۶ اکتبر ۱۹۶۴ میلادی اولین بازی ملی‌اش را انجام داد. او در ۱۵ بازی ملی حضور داشت و آخرین بازی ملی خود را در تاریخ ۳۱ مارس ۱۹۶۸ میلادی انجام داد. هیسائو کامی در بازی‌های ملی‌اش
گلی به ثمر نرساند.